# Dawuhan Sengon
Dawuhan Sengon is een bestuurslaag in het regentschap Pasuruan van de provincie Oost-Java, Indonesië. Dawuhan Sengon telt 5327 inwoners (volkstelling 2010).